# ميكيلي روكا
ميكيلي روكا (بالإيطالية: Michele Rocca)‏ (6 فبراير 1996 بميلانو في إيطاليا - ) هو لاعب كرة قدم إيطالي في مركز الوسط. شارك مع منتخب إيطاليا تحت 20 سنة لكرة القدم. أما مع النوادي، فقد لعب مع نادي سامبدوريا ولانشانو كالتشيو 1920 ‏.

## وصلات خارجية
- ميكيلي روكا على موقع قاعدة بيانات كرة القدم.إي يو (الإنجليزية)
- ميكيلي روكا على موقع Soccerway.com (الإنجليزية)
- ميكيلي روكا على موقع عالم كرة القدم.نت (الإنجليزية)
- ميكيلي روكا على موقع AS.com (الإسبانية)